# ルイーザ郡 (バージニア州)
ルイーザ郡（英: Louisa County）は、アメリカ合衆国バージニア州の中央部に位置する郡である。2010年国勢調査での人口は33,153人であり、2000年の25,627人から29.4%増加した。郡庁所在地はルイーザ町（人口1,555人）であり、同郡で人口最大の町でもある。

## 歴史

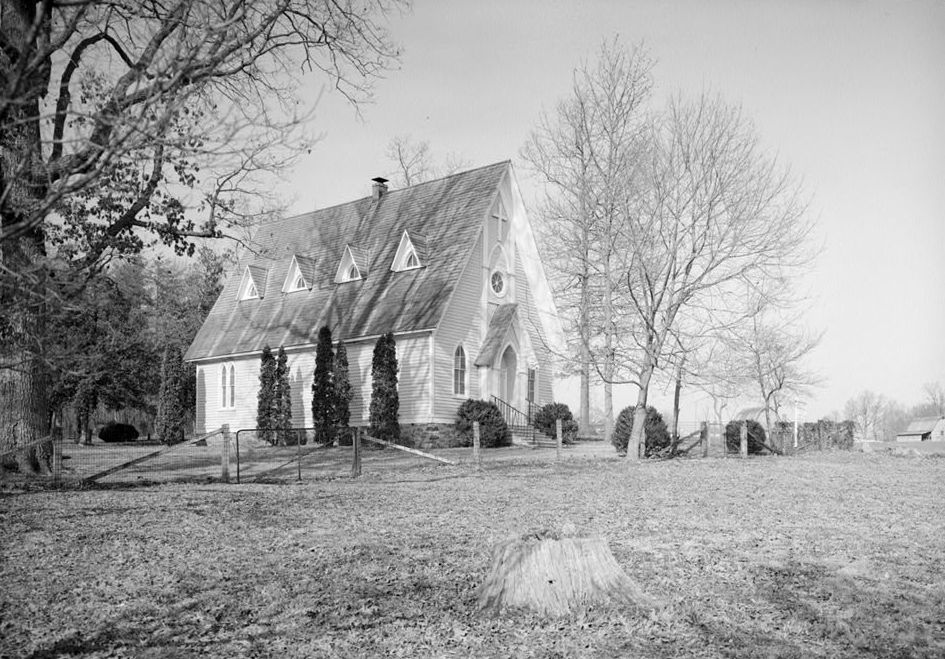
セントジョンズ礼拝堂、郡内ボスウェルタバーン近く

ルイーザ郡は1742年にハノーバー郡から分離して設立された。郡名は、イギリス国王ジョージ2世の末娘であり、デンマーク＝ノルウェーのフレデリク5世の妻になったプリンセス・ルイーズに因んで名付けられた。1764年、パトリック・ヘンリーが郡内のラウンダバウト・クリーク沿いに暫く住んだ。当時ヘンリーは、ルイーザ郡の重要人物で、植民地議会の軍代表だったトマス・ジョンソンの援助を受けていた。1765年、ヘンリーはルイーザ郡から初めて植民地議会議員に当選した。18世紀末と19世紀初め、多くの自由混血の家族がここからケンタッキー州に移住し、メランジョンと呼ばれるようになった。
1838年から1840年、バージニア・セントラル鉄道が郡内を通って開通した。南北戦争のとき、この鉄道が南軍の重要な供給線になった。その結果郡内で何度か騎兵隊の戦闘が起こり、中でも1864年のトレビランズの戦いが著名である。

### 20世紀から現在
ツインオークス・コミュニティは国内最古の現世的コミューンであり、1967年に8人のメンバーが設立した。これは多くの若者が推進した「土地に帰れ」とコミュニティに根ざすよりシンプルな生活を送るという全国的な運動の一部だった。1993年、ツインオークス・コミュニティ設立者の1人、カット・キンケイドが、約80エーカー (320,000 m2) の田園部、共同生活、収入分配型コミュニティ、アコーン・コミュニティを設立した。2011年時点では「ネオ・アーミッシュ」農園であるリビング・エナジー・ファームがあり、化石燃料は使わないが、太陽光エネルギーなど新技術は使われている。ルイーザは共同田園コミュニティの中心になってきた。
広さ13,000エーカー (53 km22) の人工湖アンナ湖と付設するノースアンナ原子力発電所が、1970年代にバージニア電力会社によって建設された。近年、アンナ湖近くに退職者が移住してきており、また通勤にも至便な位置にあるので、田園部が支配的だったルイーザ郡が成長してきた。リッチモンド、フレデリックスバーグ、シャーロッツビルなど大都市へ車で1時間足らずの距離にある。

### 2011年地震
アメリカ地質調査所は、2011年8月23日午後1時51分（東部標準時）、マグニチュード5.8の地震がバージニア州を襲ったと報告した。震源深さは約3.7マイル (5.9 km)、ミネラルからは南南西に5マイル (9 km)、リッチモンドからは北西に38マイル (61 km) のルイーザ郡内で起きた。アソシエーテッド・プレスに拠れば、「震動はホワイトハウスや東海岸全体でも感じられ、南はサウスカロライナ州チャールストンでも感じられた。ペンタゴンの一部、ホワイトハウスと議会議事堂は避難した」"。震動はカナダでも感じられた。
ルイーザ郡の被害総額は7,000万米ドルにのぼった。

## 地理
アメリカ合衆国国勢調査局に拠れば、郡域全面積は511平方マイル (1,320 km2)であり、このうち陸地497平方マイル (1,290 km2)、水域は14平方マイル (36 km2)で水域率は2.67%である。

### 主要高規格道路
- 州間高速道路64号線
- アメリカ国道15号線
- アメリカ国道33号線
- アメリカ国道250号線
- アメリカ国道522号線
- バージニア州道22号線
- バージニア州道208号線
- バージニア州道231号線

### 隣接する郡
- オレンジ郡 - 北
- スポットシルベニア郡 - 北東
- ハノーバー郡 - 東
- グーチランド郡 - 南
- フルバナ郡 - 南西
- アルベマール郡 - 西

## 人口動態
以下は2000年国勢調査による人口統計データである。
| 基礎データ - 人口: 25,627人 - 世帯数: 9,945 世帯 - 家族数: 7,259 家族 - 人口密度: 20人/km2（52人/mi2） - 住居数: 11,855軒 - 住居密度: 9軒/km2（24軒/mi2） 人種別人口構成 - 白人: 76.55% - アフリカン・アメリカン: 21.58% - ネイティブ・アメリカン: 0.42% - アジア人: 0.25% - 太平洋諸島系: 0.01% - その他の人種: 0.18% - 混血: 1.01% - ヒスパニック・ラテン系: 0.71% 年齢別人口構成 - 18歳未満: 24.4% - 18-24歳: 6.6% - 25-44歳: 29.9% - 45-64歳: 26.2% - 65歳以上: 12.9% - 年齢の中央値: 39歳 - 性比（女性100人あたり男性の人口） - 総人口: 96.9 - 18歳以上: 94.9 | 世帯と家族（対世帯数） - 18歳未満の子供がいる: 31.2% - 結婚・同居している夫婦: 57.3% - 未婚・離婚・死別女性が世帯主: 10.8% - 非家族世帯: 27.0% - 単身世帯: 22.1% - 65歳以上の老人1人暮らし: 9.0% - 平均構成人数 - 世帯: 2.56人 - 家族: 2.97人 収入と家計 - 収入の中央値 - 世帯: 39,402米ドル - 家族: 44,722米ドル - 性別 - 男性: 31,764米ドル - 女性: 24,826米ドル - 人口1人あたり収入: 19,479米ドル - 貧困線以下 - 対人口: 10.2% - 対家族数: 7.1% - 18歳未満: 13.0% - 65歳以上: 12.5% |

人口はまだ3万人を超えたくらいだが、州内では最大級の人口増加率になっている。アンナ湖近くではこの5年間で少なくとも15の住宅開発が進んだ。

## 町

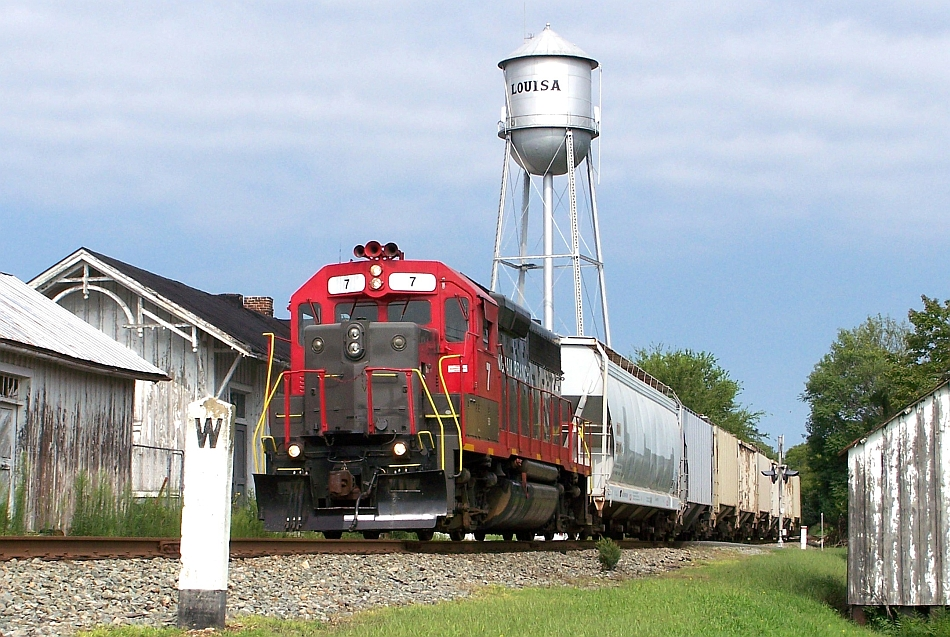
チェサピーク・アンド・オハイオ鉄道バッキンガム支線のルイーザ郡にある駅と給水塔側を通過する列車.

- ルイーザ - 郡庁所在地
- ミネラル

### 未編入の町
- アップルグローブ
- バンパス
- ククー
- ガムスプリング
- ホリーグローブ
- オーキッド
- トレビリアンズ
- ザイオンクロスローズ

## 歴史的な場所
- グリーンスプリングス歴史地区
- ジャードーン・キャッスル
- アンナ湖
- ツインオークス・コミュニティ、アメリカで最も成功しているとされる現世的コミューン

## 著名な出身者
- パトリック・ヘンリー（1736年-1799年）、ルイーザ・コートハウスから南西8マイル (13 km) にあるラウンダバウト・プランテーションに1765年から1768年まで住み、郡選出植民地議会議員となった。これがヘンリーの政歴のはじまりとなった[9]